# Sedtex Gliwice
Sedtex Gliwice – polski klub futsalowy z Gliwic, a wcześniej z Knurowa. Od sezonu 1995/1996 do 1999/2000 występował w I lidze. W pierwszych dwóch sezonach pod nazwą ATS MAR-HO Knurów. W sezonie 1995/1996 drużyna zajęła czwarte miejsce w ekstraklasie.